# 제13회 골든 래즈베리상
제13회 골든 래즈베리상은 1992년 영화를 대상으로 1993년 3월에 열린 시상식이다. 헐리우드 루즈벨트호텔에서 개최되었다.

## 수상 및 후보

### 최악의 작품상
- 사랑의 용기 수상
- 보디가드
- 크리스토퍼 콜럼버스
- 최종 분석
- 뉴스보이

### 최악의 남우주연상
- 엄마는 해결사 - 실베스타 스탤론 수상
- 보디가드 - 케빈 코스트너
- 사랑의 용기 - 마이클 더글라스
- 호파 - 잭 니콜슨
- 맨 트러블 - 잭 니콜슨
- 그 아버지에 그 아들 - 톰 셀렉

### 최악의 여우주연상
- 유태교 살인 사건 - 멜라니 그리피스 수상
- 사랑의 용기 - 멜라니 그리피스 수상
- 쿨 월드 - 킴 베이싱어
- 최종 분석 - 킴 베이싱어
- 붉은 유혹 - 로레인 브라코
- 에덴의 마지막 날 - 로레인 브라코
- 보디가드 - 휘트니 휴스턴
- 러브 서클 - 숀 영

### 최악의 남우조연상
- 크리스토퍼 콜럼버스 - 톰 셀렉 수상
- 어둠 속의 정사 - 앨런 알다
- 크리스토퍼 콜럼버스 - 말론 브란도
- 배트맨 2 - 대니 드비토
- 뉴스보이 - 로버트 듀발

### 최악의 여우조연상
- 엄마는 해결사 - 에스텔리 게티 수상
- 뉴스보이 - 앤-마그렛
- 유태교 살인 사건 - 트레이시 폴란
- 원초적 본능 - 진 트리플혼
- 강아지를 타고 온 건달들 - 숀 영

### 최악의 감독상
- 사랑의 용기 - 데이비드 셀처 수상
- 호파 - 대니 드비토
- 크리스토퍼 콜럼버스 - 존 글랜
- 토이즈 - 베리 레빈슨
- 뉴스보이 - Kenny Ortega

### 최악의 각본상
- 엄마는 해결사 수상
- 크리스토퍼 콜럼버스
- 최종 분석
- 사랑의 용기
- 보디가드

### 최악의 신인상
- 원시 틴에이저 - 폴리 쇼어 수상
- 크리스토퍼 콜럼버스 - 조지스 코라페이스
- 보디가드 - 케빈 코스트너의 상고머리
- 보디가드 - 휘트니 휴스턴
- 원초적 본능 - 샤론 스톤

### 최악의 주제가상
- 뉴스보이 - High Times, Hard Times 수상
- 파 앤드 어웨이 - Book of Days
- 보디가드 - Queen of The Night

## 같이 보기
- 제65회 아카데미상
- 제46회 영국 아카데미 영화상
- 제50회 골든 글로브상